# الجنسانية في روما القديمة
تظهر السلوكيات والتوجهات الجنسية في روما القديمة عبر الفن الروماني والأدب ومجموعة النقائش اللاتينية القديمة، وتوجد أيضًا بصورة أقل في أطلال المواقع الأثرية الكلاسيكية، مثل: القطع الأثرية الإيروتيكية والعمارة. افتُرِض أحيانًا أن سمة روما القديمة الأساسية كانت تكمن في «الجنس المُباح غير المُقيد». يرى الكاتبان بيرت فيرسترايت وفيرنون بروفنسال أن وجهة النظر تلك كانت مجرد تأويل مسيحي: «منذ ظهور المسيحية، لم تحظ الأنشطة الجنسية لدى الرومان بدعاية حسنة في الغرب إطلاقًا. يُقصد بذلك -في المخيلة والثقافة الرائجتين- السماح بممارسة الجنس والانتهاك الجنسي».
لم تغفل موس مايورم -وهي المعايير الاجتماعية التقليدية التي أثرت على الحياة العامة والخاصة والعسكرية- التحدث عن الحياة الجنسية. كان البودور «الشعور بالعار أو الحياء» عاملًا منظمًا في السلوكيات، مثلما كانت القيود القانونية على بعض الاعتداءات الجنسية في الحقبة الجمهورية والإمبراطورية. كان للرقباء -المسؤولين الحكوميين المنوط بهم تحديد مرتبة الأفراد الاجتماعية- سلطة عزل المواطنين من مجلس الشيوخ الروماني أو من طبقة الإكوايتس لسوء السلوك الجنسي، وقاموا بذلك في بعض الأحيان. اعتبر ميشال فوكو -المنظر الجنساني الذي عاش في منتصف القرن العشرين- أن الجنس في كل أنحاء العالم اليوناني الروماني كان محكومًا بضبط النفس وفن التعامل مع المتعة الجنسية.
كان المجتمع الروماني مجتمعًا أبويًا، وكانت الذكورة تعتمد على القدرة على السيطرة على النفس وعلى الآخرين من ذوي المكانة الأدنى، ليس في الحرب والسياسة فحسب، بل وأيضًا في العلاقات الجنسية. كانت الفضيلة المُسماة فيرتوس مثالاً فعالًا للانضباط الذاتي للذكور، ترتبط هذه الفضيلة بالكلمة اللاتينية التي تعني «رجل»، في حين كان المثل الأعلى للنساء هو بوديتشيتيا التي تعني غالبًا العفة أو الطهارة، التي كانت تحفز على التنافس للوصول لشخصية أكثر إيجابية مُظهرةً جاذبية المرأة وضبطها لذاتها. كان من المتوقع أن تتمتع المرأة الرومانية المنتمية للطبقات العليا بخلفية تعليمية جيدة، وشخصية قوية، وفعالية في الحفاظ على مكانة أسرتها في المجتمع. ولكن ما وصلنا من الأدب اللاتيني لم يحتفظ بشأن موضوع الحياة الجنسية إلا بأصوات الذكور الرومان المتعلمين، مع استثناءات قليلة للغاية. ابتكر أصحاب المكانة الاجتماعية المتدنية والمجموعات الإثنية ما يُعرف باسم الفنون المرئية، إلا أنها صُمِمت لكي تتناسب مع ذوق وميول الأثرياء القادرين على دفع تكاليفها، ومعهم في ذلك العبيد السابقون في العصر الإمبراطوري.
تختلف بعض السلوكيات والتوجهات الجنسية في ثقافة روما القديمة اختلافًا ملحوظًا عن تلك الموجودة في المجتمعات الغربية التالية لها. روجت الديانة الرومانية القديمة للجنس كجانب من جوانب ازدهار الدولة، لجأ بعض الأفراد إلى ممارسات دينية خاصة أو إلى «السحر» لتحسين جودة حياتهم الجنسية أو تعزيز صحتهم الإنجابية. كانت الدعارة أمرًا قانونيًا علنيًا منتشرًا على نطاق واسع. ظهرت اللوحات «الإباحية» ضمن المجموعات الفنية في بيوت الطبقة العليا المحترمة. وكان من الطبيعي وغير الملفت للنظر أن ينجذب الرجال جنسيًا إلى الشباب المراهقين من كلا الجنسين، مع التغاضي عن العلاقات الجنسية المثلية بين الرجال طالما لم يكن الشريك الأصغر سنًا رومانيًا حرًا. لم يشكل مفهوما «المثلية الجنسية» و«المغايرة الجنسية» الانقسام الأساسي في التفكير الروماني بشأن الجنس، ولا توجد كلمات في اللغة اللاتينية ترادف هذه المصطلحات. لم يوجَّه أي توبيخ أخلاقي إلى الرجل الذي يمارس الجنس مع امرأة أو مع رجل ذي مكانة أدنى، ما دامت تصرفاته لا تكشف عن أي عيوب أو تجاوزات ولا تنتهك حقوق وامتيازات أقرانه الذكور. على الرغم من استنكار بعض السلوكيات التي اعتُبرت تشبهًا بالنساء -لا سيما في الخطاب السياسي- فإن ممارسة الجنس باعتدال مع الداعرين أو العبيد الذكور لم تعتبر أمرًا غير لائق أو معيبًا للذكورة، طالما أن المواطن الذكر يتولى دور المُسيطر وليس دور المذعن في العلاقة الجنسية. إلا أن الرجال والنساء كانوا يشجبون فرط النشاط الجنسي أخلاقيًا وطبيًا. فُرض على النساء قانون أخلاقي أكثر صرامة، لم تُوثق العلاقات الجنسية المثلية بين النساء بشكل جيد، لكن الحياة الجنسية للمرأة حظت إما بالإشادة أو الذم بأشكال مختلفة في كافة أنواع الأدب اللاتيني. وبوجه عام، كان لدى الرومان مرونة أكبر من الإغريق القدماء في التمييز بين الجنسين.
في أواخر القرن العشرين، حُلل نموذج الجنسانية الرومانية على أساس نموذج المعارضة الثنائية «مُخترِق-مُختَرق»، وهو تحليل غير مرن يفتقد إلى الدقة وربما يزيد مظاهر الحياة الجنسية بين الأفراد الرومان غموضًا. كانت أهمية كلمة «جنسانية» في الثقافة الرومانية القديمة موضع جدال، ولكن في غياب أي تسمية أخرى «تصف مفهوم الخبرة الجنسية ثقافيًا» فإن هذه الكلمة لا تزال تُستخدم.

## الأدب والفن الإيروتيكي
ينقسم الأدب القديم المتعلق بالجنس في الإمبراطورية الرومانية إلى أربع فئات هي: النصوص القانونية، والنصوص الطبية، والشعر، والخطاب السياسي. إن أشكال التعبير ذات الطابع الحضاري المتدني في العصور القديمة -مثل الكوميديا المسرحية، وأدب وشعر الهجاء، والشعر الغزلي، والكتابة على الجدران، والتعاويذ السحرية، ومجموعة النقائش اللاتينية القديمة، والزخرفة الداخلية- لديها ما تقوله عن الجنس أكثر من تلك الراقية ثقافيًا، مثل: الشعر الملحمي وفن التراجيديا. إن المعلومات عن الحياة الجنسية للرومان منتشرة في أعمال علم التأريخ الروماني، وفن الخطابة، والفلسفة، ومؤلفات الطب، والزراعة، وغيرها من المواضيع التقنية الأخرى التي تخص روما القديمة. تشير النصوص القانونية إلى السلوكيات التي أراد الرومان ضبطها أو حظرها، دون أن تعكس بالضرورة ما كان يفعله الناس في الواقع أو ما امتنعوا عن فعله.
من أهم المؤلفين اللاتينيين الذين تسهم أعمالهم إسهامًا كبيرًا في فهم الحياة الجنسانية الرومانية:
- الكاتب المسرحي الهزلي بلاوتوس (توفي عام مئة وأربعة وثمانين قبل الميلاد). تدور رواياته حول الكوميديا الجنسية والعشاق الشباب الذين تفرقهم الظروف.
- رجل الدولة والأخلاقي كاتو الأكبر (توفي عام مئة وتسعة وأربعين قبل الميلاد). يقدم لمحات عن الجنسانية في وقت اعتبرته الرومانية المتأخرة -فيما بعد- أن لها معايير أخلاقية أرقى.
- الشاعر لوكريتيوس (توفي عام خمسة وخمسين قبل الميلاد). قدم معالجة موسعة للنزعة الجنسانية الإبيقورية في كتابه الفلسفي دي ريروم ناتورا «في طبيعة الأشياء».
- كتولوس (ذاع صيته في العقد الخمسين قبل الميلاد). تستكشف قصائده مجموعة من التجارب الجنسية في نهاية حقبة الجمهورية، بدءًا من فن الرومانسية الرقيقة وحتى الإهانة الفحشاء القاسية.
- شيشرون (توفي عام ثلاثة وأربعين قبل الميلاد). كثيرًا ما ألقى خُطبًا في قاعة المحكمة منتقدًا السلوك الجنسي للمعارضة، وكتب رسائل مليئة بالثرثرة عن نخبة روما.
- بروبرتيوس شاعر الأدب الأغسطسي وتيبولوس، يكشفان عن السلوكيات الاجتماعية في وصف غراميات الحب مع العشيقات،
- أوفيد (المتوفى عام سبعة عشر ميلادية)، لا سيما ديوانه الشعري الأول أموريس «علاقات الحب»، وديوان أرس أماتوريا «فن الحب» واللذين كانا سببًا -وفقًا للتراث- في قرار أوغسطس بنفيه، مع عمله الأدبي الملحمي ميتامورفوسيس، الذي يقدم مجموعة من الأنشطة الجنسانية، مُركزًا على الاغتصاب من خلال منظور ميثولوجي،
- الإبيجرامي مارتياليس (توفى حوالي عام مئة واثنين أو مئة وأربعة ميلادية). بُنيت مراقبته للمجتمع على الهجاء الجنسي الفاضح.
- شاعر الهجاء جوفينال (توفي في أوائل القرن الثاني الميلادي). يهاجم الأخلاقيات الجنسية في عصره.

يسرد أوفيد عددًا من الكتّاب المعروفين بمواد فاحشة والذين فُقدت أعمالهم الآن.

## معرض صور

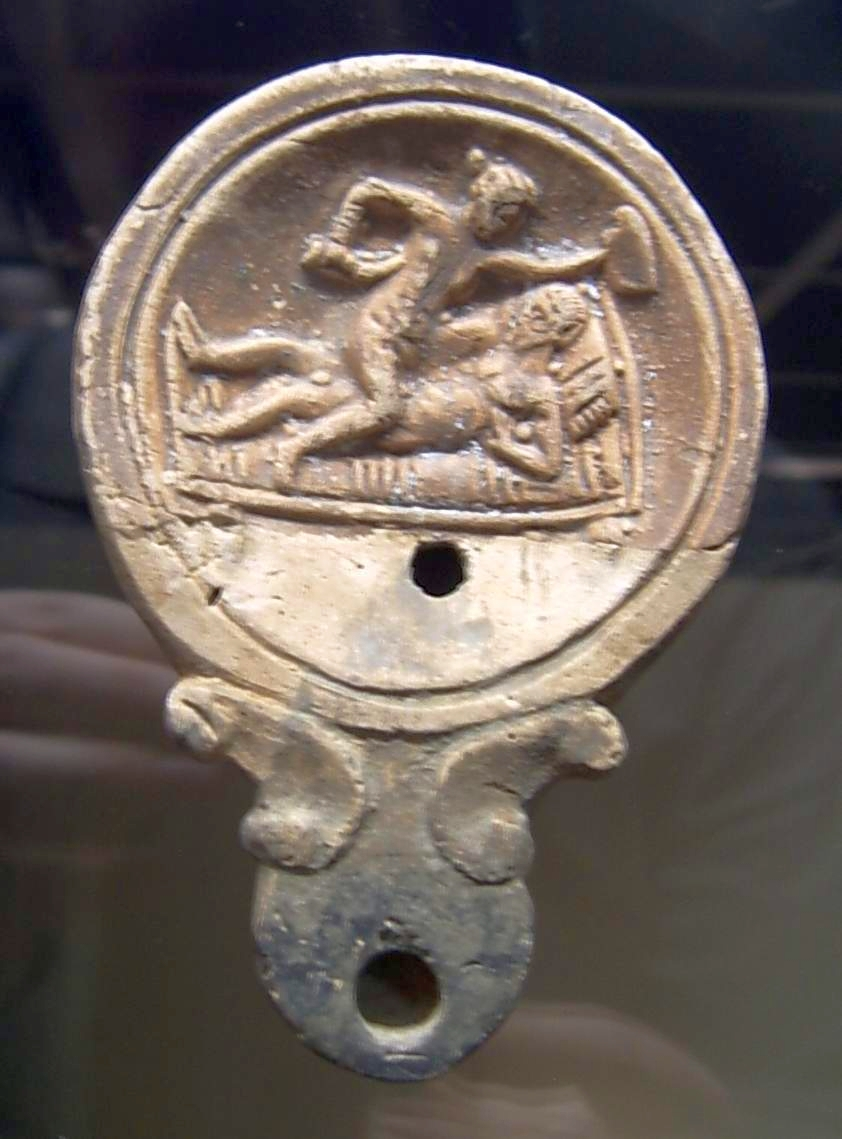
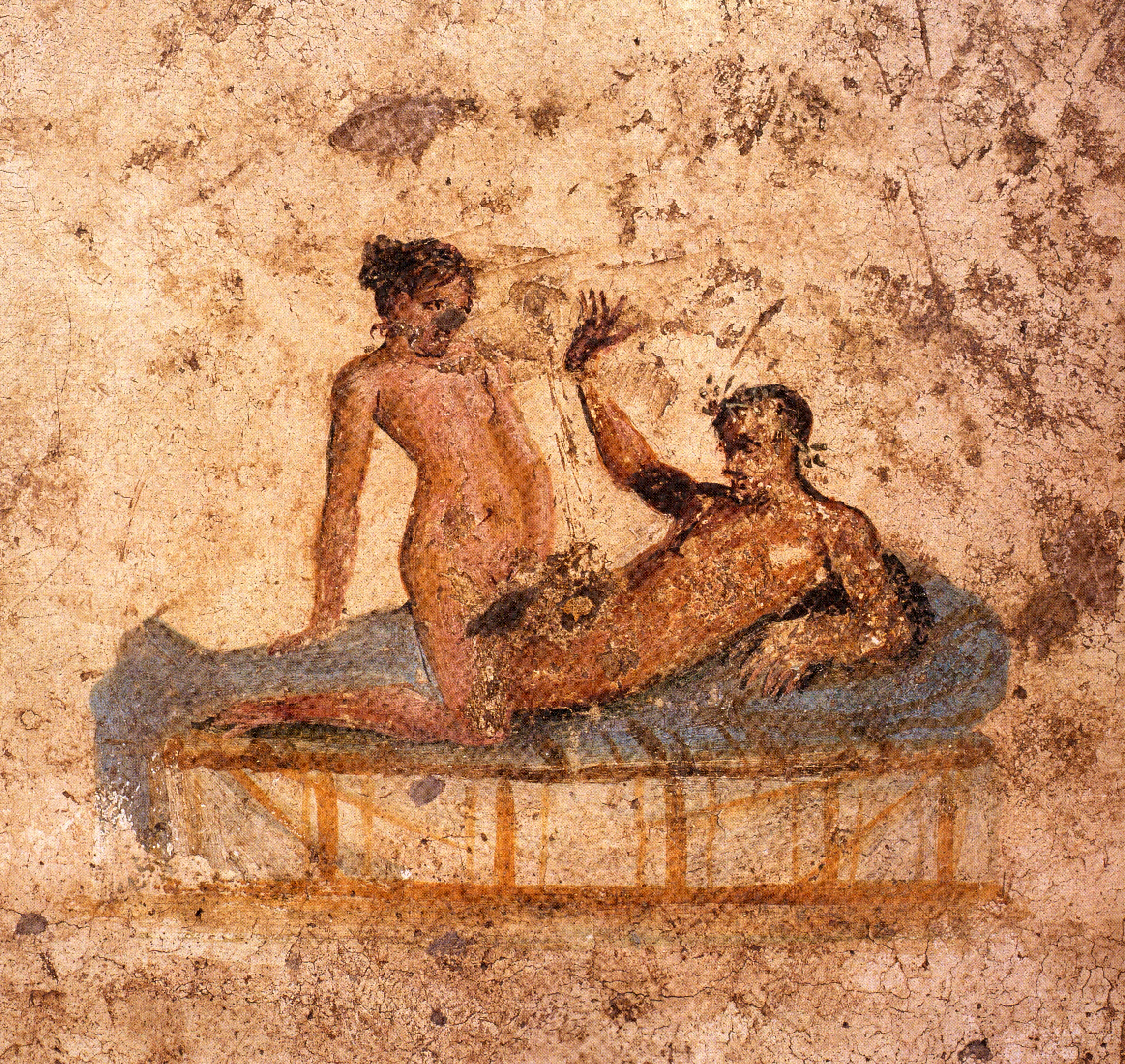
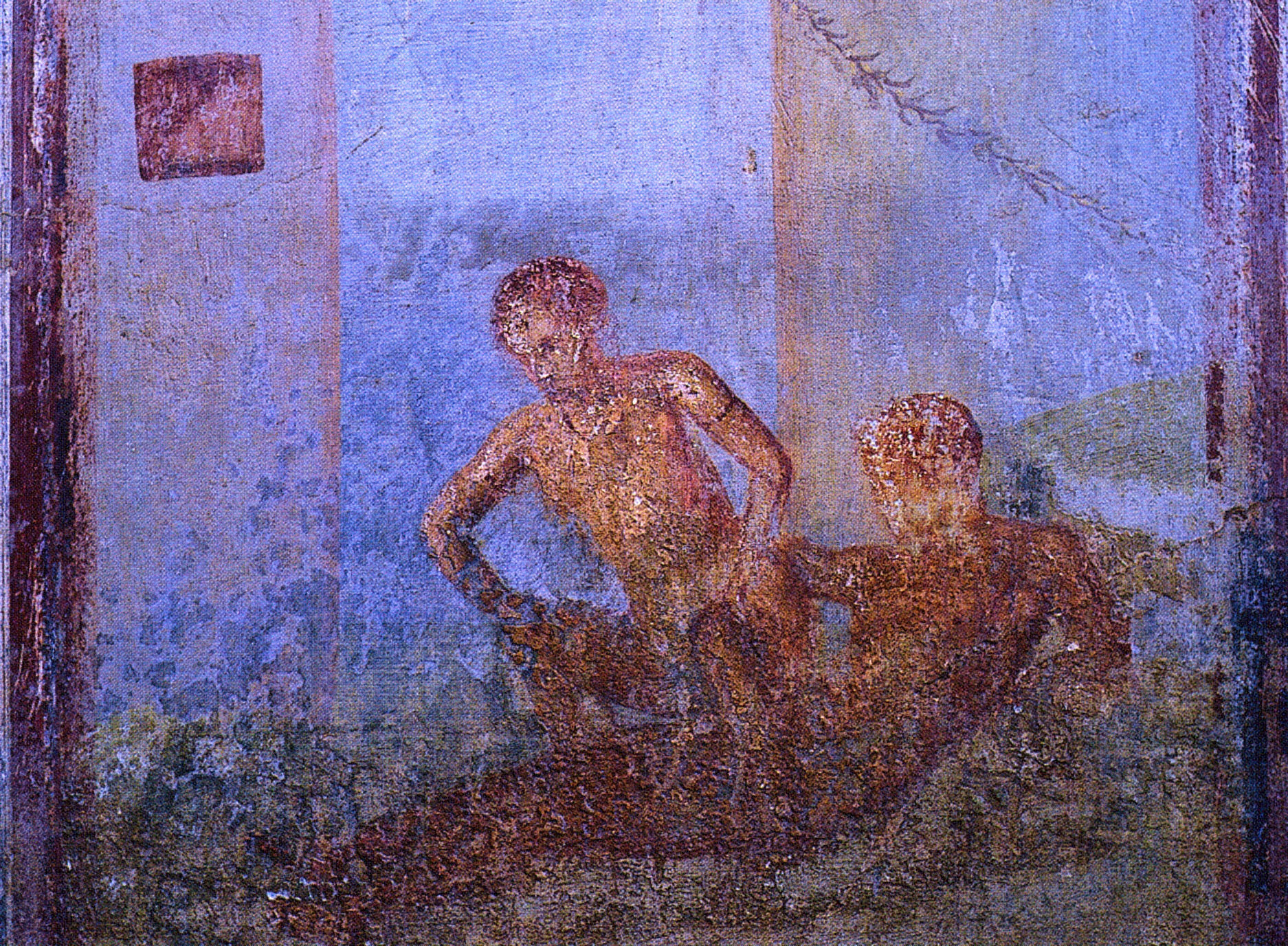